# August Lassmann
August Lassmann (* 7. Juni 1857 in Hochlibin, Bezirk Pilsen, Königreich Böhmen als August Johann Josef Laßmann; † 10. Juni 1921 in Troppau, Tschechoslowakei) war ein böhmischer Großindustrieller, Kaiserlicher Rat und Kommerzialrat.

## Leben
Lassmann wurde 1857 in der Gemeinde Hochlibin als Sohn des Gräflich Wallischen Ökonomie-Verwalters Josef Laßmann und dessen Ehefrau Sofia Augusta geb. Heidrich († 1884 in Troppau) geboren. Sein Vater stammte aus Gottschdorf bei Troppau, die Mutter aus Krobusch in Oberschlesien. Zu Beginn der 1880er Jahre kam Lassmann nach Troppau und trat eine Stelle bei der Eisenhütte der Gebrüder Girschek an, die damals zu den größten Werken ihrer Art in der ganzen Monarchie zählte. Durch seine Hochzeit mit Albertina Girschek (1865–1934), einer Tochter des Firmengründers Ignatz Girschek, stieg er in die Firmenleitung ein. Später wurde er Inhaber der Firma Gebrüder Girschek.
Neben seiner unternehmerischen Tätigkeit bekleidete Lassmann über viele Jahre verschiedene Ehrenämter. So war er unter anderem Verwaltungsrat der Brankaer Eisenwerke Actien-Gesellschaft, Aufsichtsrat der Troppauer Zucker-Raffinerie-Actien-Gesellschaft (1898–?), Vizepräsident der Schlesischen Handels- und Gewerbekammer, Vizepräsident der Handelskammer Troppau (1911–1918), Obmannstellvertreter der Bürgerlichen Troppauer Bierbrau-Gesellschaft (1913 bis 1915)
Von 1907 bis 1913 gehörte Lassmann außerdem der Permanzkommission für die Handelswerte des Außenhandelsverkehrs an. Für seine Verdienste wurde ihm 1907 durch Kaiser Franz Joseph I. der Titel eines k.k. Kommerzialrats verliehen.